# آدم إيتكن
آدم إيتكن (بالإنجليزية: Adam Aitken)‏ هو شاعر أسترالي، ولد في 1960 في لندن في المملكة المتحدة.